# Lee Na-young
Lee Na-young (* 22. Februar 1979 in Seoul) ist eine südkoreanische Schauspielerin. Sie ist mit dem Schauspieler Won Bin verheiratet.

## Filmografie
- 1999: Eiji (英二)
- 2001: Dream of a Warrior
- 2002: Who R U?
- 2003: Please Teach Me English (영어완전정복)
- 2004: Leaving Me, Loving You
- 2004: Someone Special (아는 여자)
- 2006: Maundy Thursday (우리들의 행복한 시간)
- 2008: Dream (비몽)
- 2010: Lady Daddy (아빠가 여자를 좋아해)
- 2012: Howling (하울링)
- 2019: Romance Is a Bonus Book